# Joe Coffey
Joseph Coffey (né le 22 mai 1988 à Glasgow) est un catcheur écossais plus connu sous le nom de Joe Coffey. Il est le frère aîné de Mark Coffey et font souvent équipe sous le nom de « The Coffey Brothers ».
Il travaille à la World Wrestling Entertainment dans la division NXT.

## Carrière

### Insane Championship Wrestling (2011–2017)
Lors de ICW BarraMania, il perd contre Drew Galloway et ne remporte pas le ICW World Heavyweight Championship.
Lors de ICW France '98, lui, Bram, Mikey Whiplash et Zack Gibson perdent contre The New Age Kliq (BT Gunn et Chris Renfrew), Lionheart et Rob Van Dam,.

### What Culture Pro Wrestling/Defiant Wrestling (2016–...)
Lors du premier PPV de la fédération, WCPW Refuse To Lose, il perd contre Minoru Suzuki.
Lors du 24e épisode de Loaded, lui et Travis Banks aide Joe Hendry à battre Alberto El Patrón.
Lors de WCPW Bulletproof: Championship Showdown, il perd contre Drew Galloway et ne remporte pas le WCPW World Championship.
Lors du classement anglais pour la WTCW Pro Wrestling World Cup, lui, Travis Banks, BT Gunn et Joe Hendry battent Bullet Club (Adam Cole, Matt Jackson et Nick Jackson) et Gabriel Kidd.

### World Wrestling Entertainment (2018-...)

#### NXT UK (2018-...)
Le 18 juin, lors du premier tour du UK Tournament, il bat Tucker et se qualifie pour le prochain tour. Le 25 juin, en quart de finale, il bat Dave Mastiff ; plus tard, en demi-finale, il perd contre Travis Banks.
Le 17 octobre, lors du premier épisode de NXT UK, il bat Mark Andrews. Le 7 novembre, à NXT UK, Wolfgang et les Coffey Brothers battent Mark Andrews, Flash-Morgan Webster et Ashton Smith. Ce match marque les débuts victorieux du trio "Gallus".
Le 19 décembre, à NXT UK, il bat Travis Banks. Après le match, il déclare être une menace pour le Champion du Royaume-Uni de la WWE : Pete Dunne. Le 2 janvier 2019, à NXT UK, il signe son contrat pour un match de championnat face à Pete Dunne. Il est ensuite attaqué par Dunne, mais il parvient à prendre le dessus avec l'aide de ses compagnons Wolfgang & Mark Coffey. Il fait ensuite passer Dunne à travers une table en lui portant un powerbomb.
Lors de NXT UK TakeOver: Blackpool, il perd contre Pete Dunne et ne remporte pas le WWE United Kingdom Championship. Après le match, il reçoit un coup de pied au visage de la part de WALTER qui effectuait ses débuts à la NXT UK.
Le 6 février, à NXT UK, il bat Ashton Smith. Lors de NXT UK TakeOver: Blackpool II, il perd contre WALTER et ne remporte pas le WWE United Kingdom Championship.

#### Accusations d'inconduite sexuelle, suspension, retour etNXT(2020)
Le 30 juin 2020, il est accusé d'inconduite sexuelle à la suite du mouvement #SpeakingOut et est suspendu.
Le 5 novembre lors de NXT UK, il remporte un match avec son équipe Gallus face à Lewis Howley, Sam Gradwell et Sam Stoker.
Le 19 août 2022, il fait ses débuts à NXT.

## Palmarès
- Insane Championship Wrestling
  - 2 fois ICW World Heavyweight Championship
  - 1 fois ICW Zero-G Championship
  - ICW "Iron Man" (2014, 2015)
  - Wrestler of the Year Award (2014, 2016)
  - Male Wrestler of the Bammy Year Award (2015)
  - Square Go! (2017)

- Pro Wrestling Elite
  - Elite Rumble (2017)

- Scottish Wrestling Alliance
  - 2 fois Scottish Heavyweight Championship
  - 2 fois SWA Laird of the Ring Championship
  - Battlezone Rumble (2014, 2015, 2016)

- Target Wrestling
  - 1 fois Target Wrestling Championship

- World Wide Wrestling League
  - 1 fois W3L Tag Team Championship avec Mark Coffey

- WrestleZone
  - 1 fois WrestleZone Undisputed Championship

## Récompenses des magazines
- Pro Wrestling Illustrated
  - Classé 171e du classement PWI 500 en 2019[22]